# Duray Tibor
Duray Tibor (Budapest, 1912. január 21. – Budapest, 1988. február 15.) Munkácsy-díjas magyar festő, grafikus, éremművész.

## Élete, munkássága

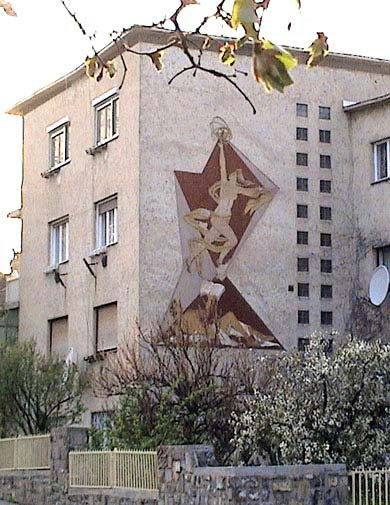
Duray Tibor: Allegória (sgraffito, 1958. Miskolc, Docensi ház)

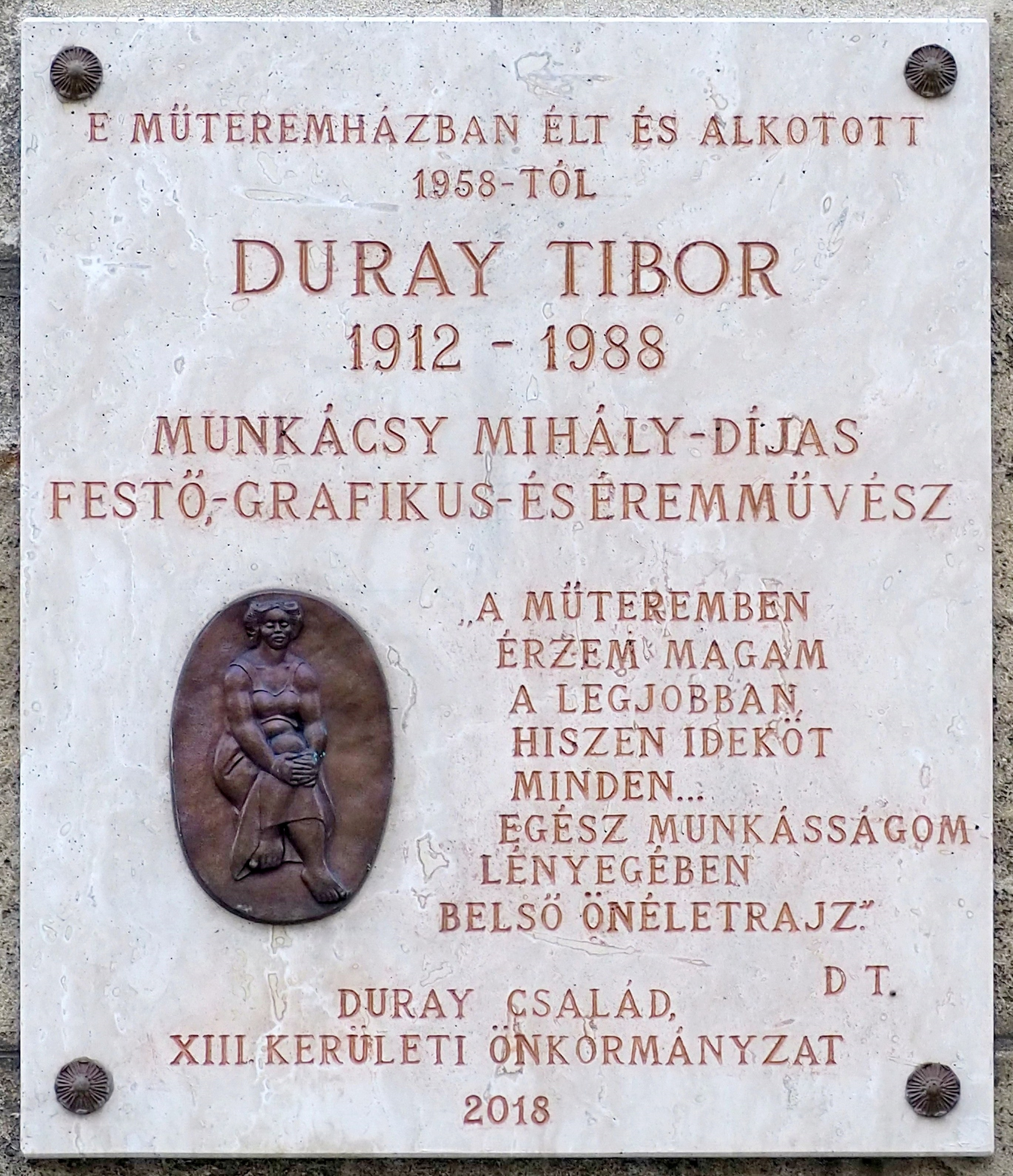
Emléktáblája az angyalföldi „művészház” falán, ahol 1958-tól haláláig élt és dolgozott. (Budapest XIII. kerülete, Máglya köz 2.)

Apja szabó volt. Már gyermekkorában sokat rajzolt, festett, de a művészpálya a család szűkös anyagi helyzete miatt nem jöhetett szóba, ezért műbútorasztalos-tanoncnak állt egy asztalos üzembe. Egy komoly tífuszbetegség miatt azonban másfél hónapra kiesett a munkából, és már nem tért vissza a gyárba. Ezután hét évig – apja foglalkozását követve – szabótanoncként tanult és dolgozott. 
Az iskolában a rajztanárának, Némethy Bélának feltűnt egy rajzocskája, és elvitte a fiút Gadányi Jenőhöz, aki ebben az időben szintén az iskolában tanított. Gadányi felismerte a tehetségét és szívesen foglalkozott vele, de Duray a rendszeres képzés érdekében 1935-ben beiratkozott a Marsovszky-féle szabadiskolába. Itt is szerencséje volt, mert az iskola egyik tanára Aba-Novák Vilmos volt, aki akkor tért haza Rómából. Az itthoni kiállításán látott képek nagy hatással voltak a fiatalemberre, és miután Aba Novák is megnyitotta saját szabadiskoláját, követte mesterét. Nappal szabóinas volt, este a szabadiskolába járt, éjszaka pedig festett.
1935-ben behívták katonának, de ekkor is folyamatos levélkapcsolatban volt Aba-Novákkal. Rendszeresen látogatta a képzőművészeti tárlatokat, és ezek sorában a Derkovits Gyula emlékkiállításán látottak ragadták meg a legjobban.
Leszerelése után határozta el véglegesen, hogy festő lesz. Sokat olvasott, művelődött és fiatal festők között mozgott. Megismerte Pátzay Pált, aki ekkor és később is sokat segítette. Első kiállított alkotása a Szinyei Társaság 1934-es tavaszi tárlatán került nyilvánosság elé. Az 1935-ös kiállítás után már a kritika is felfigyelt rá: „A finoman spekulatív képek között talán Duray Tibor »Vak fiúk«-ja a legszebb…”. Az 1936-os XI. Tavaszi Szalonon már hét képe szerepelt, és megkapta a Szinyei Társaság első díját. „A legmegkapóbb képeit a tárlatnak Duray Tibor festette. Tökéletesen komponál, színérzéke nagyszerű, és megdöbbentő igazsággal látja az életet.” Saját maga szerint is első „saját” festménye a Gyerek zöld függönnyel volt 1936 őszén, majd a következő évben az Alvó család, a Kis önarckép, a Macskás udvar és mások.
1937-ben kétéves római ösztöndíjat nyert. Olaszországi élményei hatására képei színgazdagabbá váltak (Sötét udvar, Szürke önarckép), de témáját továbbra is a munkások és a szegény emberek köréből vette. Rómában ismerte meg későbbi feleségét Lévai Adrienne személyében, aki modellje is lett. 1939-ben Budapesten kötöttek házasságot. Két lánygyermekük született.

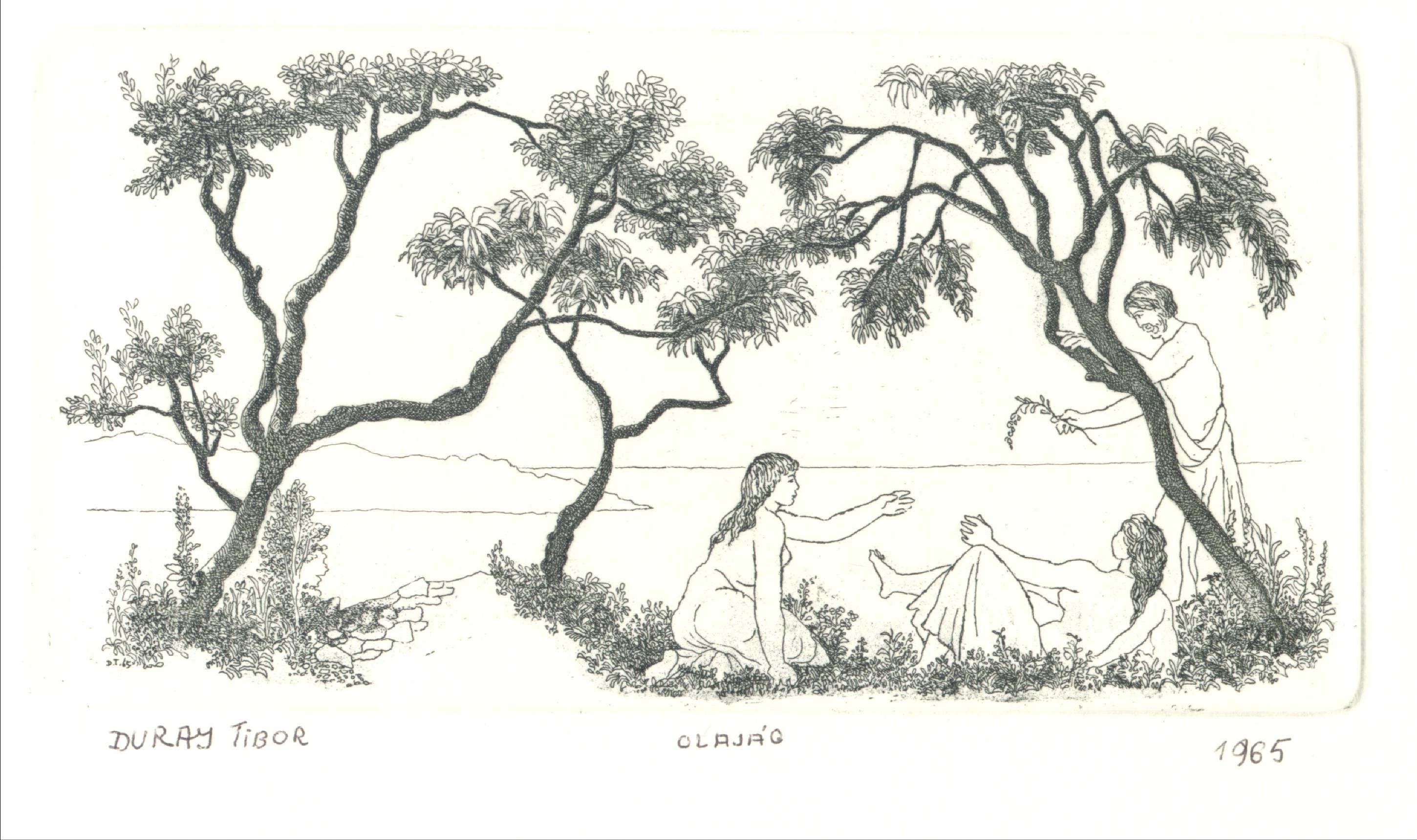
Duray Tibor: Olajág (grafika, 1965)

Az Ernst Múzeumban 1939-ben nagy kiállítást rendeztek műveiből, amik között ott volt a Szürke önarckép, a Gyerek zöld függönnyel és a Hazatérő halászok. A kritika egyhangúlag dicsérte, sőt lelkesedett. A következő években a háború élménye rossz hatással volt rá, művészetére (Felbukott ló, Töviskoszorús Krisztusfej). Ekkoriban kezdte érdekelni a kisplasztika, remek és ígéretes érmeket mintázott. Ugyancsak ekkoriban foglalkozott az üvegfestészet kérdésével is, vázlatokat készített, de a tervek tényleges megvalósulásig még évtizedeket kellett várnia.
1946-ban készült Galléros önarcképe, a következő évben pedig párja, a feleségét ábrázoló Csuklyás fej. Erdélyben a nyugalom, Párizsban a kubizmus és a konstruktivizmus hatott rá (Halászlány, 1948). Az 1950-es évektől (majd később is egy időre) némiképp háttérbe szorult, a családjáról festett képeket, érmeket készített, és sok képén vallásos témákat dolgozott fel. 1952-ben ismét Olaszországban járt. Ezután sgraffitókat készített Budapestre, Miskolcra és Komlóra, majd később Keszthelyre is. 1962-ben számos önálló kiállítása volt országszerte. Legfontosabb művét 1967-ben mutatta be: Mementó című pannóján nem nehéz a Picasso Guernicájának a hatását felfedezni. Jellemző, hogy ezt a hatalmas alkotást (is) megrendelés nélkül készítette. 1969-ben kapta meg a Munkácsy-díjat. A következő évben készült el nagy üvegablakával, amely a debreceni köztemetőbe került, és 1976-ban is készített egyet a budapesti Hilton Hotelbe.
Duray Tibor 1988-ban hunyt el. Műveit a Nemzeti Galériában, a Petőfi Irodalmi Múzeumban és számos vidéki képtárban, múzeumban őrzik.

## Kiállítások

### Csoportos kiállítások (válogatás)
- 1934-től – A Szinyei Társaság Tavaszi Szalonja, Nemzeti Szalon, Budapest
- 1938 – A római Magyar Akadémia ösztöndíjasainak kiállítása, Róma
- 1938 – Ernst Múzeum, Budapest
- 1940 – A Magyar Művészetért, Műcsarnok, Budapest
- 1940-től – Képzőművészek Új Társasága kiállítás, Nemzeti Szalon, Budapest
- 1941 – Nyolc festő, nyolc szobrász, Nemzeti Szalon, Budapest
- 1942 – „1942”, Nemzeti Szalon, Budapest
- 1944 – 100. kiállítás, Nemzeti Szalon
- 1947 – A magyar művészet ötven éve, Fővárosi Képtár, Budapest
- 1947 – Magyar Intézet, Párizs
- 1947 – Ötven művész kiállítása, Nemzeti Szalon, Budapest
- 1948 – 90 művész kiállítása, Nemzeti Szalon, Budapest
- 1950-től – Magyar Képzőművészeti Kiállítás, Műcsarnok, Budapest
- 1952 – Arckép kiállítás, Ernst Múzeum, Budapest
- 1955 – Képzőművészetünk tíz éve, Műcsarnok, Budapest
- 1957 – Tavaszi Tárlat, Műcsarnok, Budapest
- 1967-től – Országos Kisplasztikai Biennále, Pécs
- 1967-től – Országos grafikai biennále, Miskolci Galéria, Miskolc
- 1968 – Mai magyar grafika, Magyar Nemzeti Galéria, Budapest
- 1969 – Magyar művészet 1945-1969, Műcsarnok, Budapest
- 1972 – Mai magyar grafika és kisplasztika Dózsa emlékére, Magyar Nemzeti Galéria, Budapest
- 1977, 1978 – A Szolnoki Művésztelep Jubiláris Kiállítása, Damjanich János Múzeum, Szolnok
- 1977 – Magyar éremantológia 1945-1976, Ferenczy Múzeum, Szentendre
- 1977-től – Országos Érembiennále, Lábasház, Sopron
- 1977 Festészet '77, Műcsarnok, Budapest
- 1983 Római iskola I., Keresztény Múzeum, Esztergom
- 1987 Önarcképek 70-87, Budapest Galéria Lajos u., Budapest.

### Egyéni kiállítások (válogatás)
- 1947 – Fókusz Galéria, Budapest (Szilvássy S. Margittal)
- 1948 – Fővárosi Képtár Rózsa Miklós Szalonja
- 1953 – Fényes Adolf Terem, Budapest
- 1955 – Csók István Galéria, Budapest
- 1962 – Ernst Múzeum, Budapest
- 1962 – Medgyessy Terem, Hódmezővásárhely
- 1962 – Rippl-Rónai Múzeum, Kaposvár
- 1962 – Műcsarnok, Győr
- 1965 – Szent István Király Múzeum, Székesfehérvár
- 1979 – Iskola Galéria, Budapest
- 1982 – Műcsarnok, Budapest
- 1983 – Jókai Művelődési Központ, Pápa
- 1978 – Csepel Galéria, Budapest
- 1988 – Hatvani Galéria, Hatvan
- 1992 – Mestermű Galéria, Veszprém
- 1995 – Rákóczi-vár, Szerencs

## Díjak, elismerések (válogatás)
- 1946 – Szinyei Merse Pál Társaság grafikai díja
- 1969 – Munkácsy Mihály-díj
- 1977 – Országos Portrébiennále Hatvan
- 1979 – Országos Érembiennále, Sopron, a Képcsarnok vállalat díja
- 1981 – Országos Érembiennále, Sopron Civitas Fidelissima díj

## Köztéri művei
- Sárkányölő (sgraffito, 1955, Budapest, Gubacsi úti Általános Iskola)
- Allegória (sgraffito, 1958, Miskolc, Docensi ház)
- Fürdőzők (sgraffito, 1958, Komló, Bányászfürdő)
- Sgraffito (1960, Budapest, Gelléri A. E. Gimnázium)
- Lebegők (sgraffito, 1962, Keszthely, 1. sz. Postahivatal)
- Kerámia falikép (1963, Budapest, Pöltenberg u. Gimnázium)
- Üvegablakok (1970, Debrecen, Köztemető, kolumbárium)
- Üvegablak (1976, Budapest, Hilton Hotel)